# Crise das cartas falsas

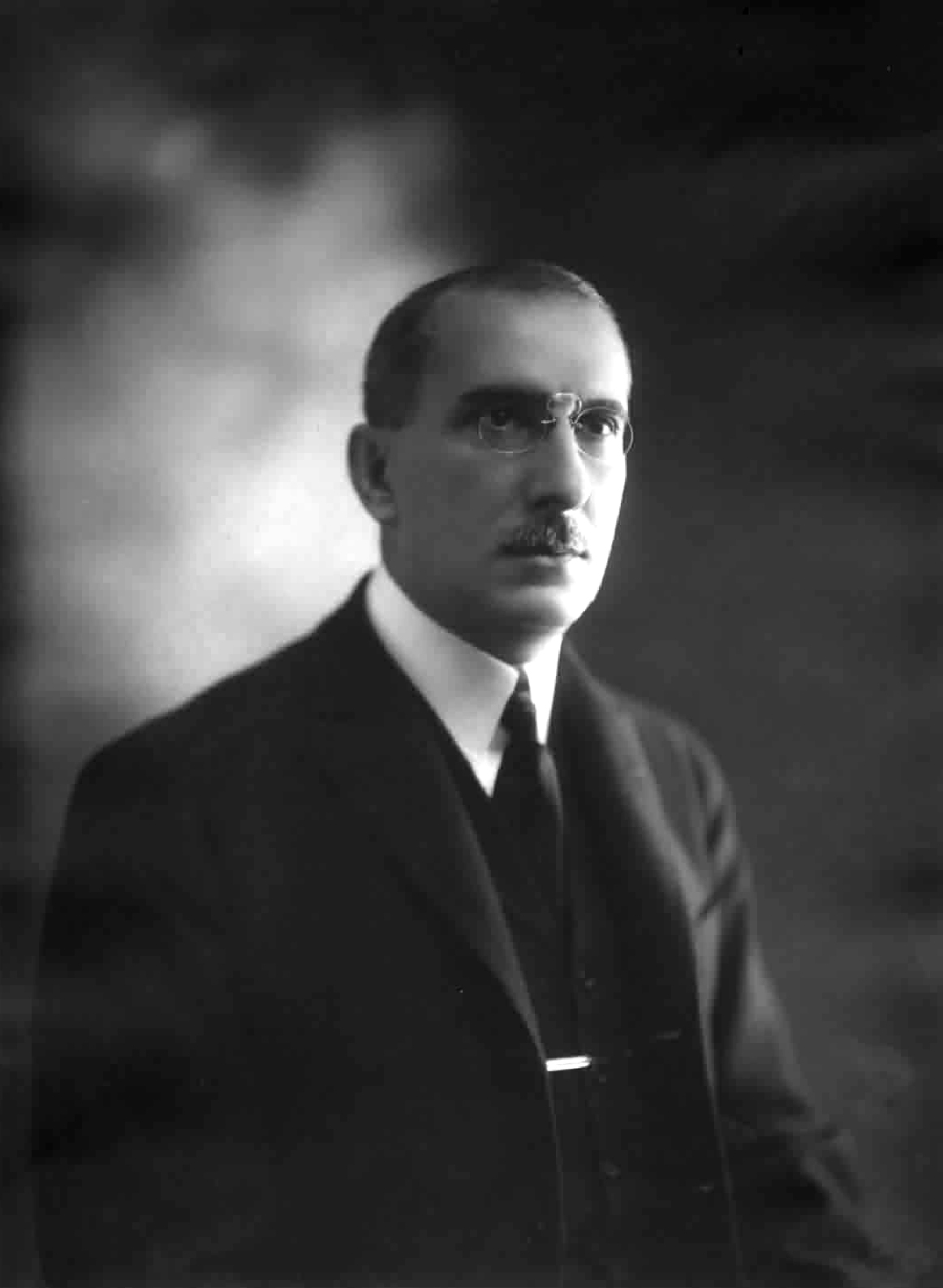
Artur Bernardes, vitima das cartas falsas.

A crise das cartas foi um escândalo político em 1921 envolvendo duas cartas publicadas contendo ofensas aos militares e a Nilo Peçanha, e atribuídas a Artur Bernardes, candidato à presidência da República.
O escândalo que se seguiu acirrou a oposição dos militares a Bernardes, que ainda assim foi eleito em março de 1922, mas enfrentou em seu governo o movimento tenentista, início de um processo de ruptura política que iria culminar na Revolução de 1930.

## O caso
A primeira carta estava datada de 3 de junho de 1921 e se referia ao marechal Hermes da Fonseca como “esse sargentão sem compostura”. Classificava o banquete em que sua candidatura à presidência fora lançada por numerosos oficiais como uma “orgia”, e dizia, a respeito dos militares: “essa canalha precisa de uma reprimenda para entrar na disciplina”. E prosseguia: “Veja se o Epitácio mostra sua apregoada energia, punindo severamente esses ousados, prendendo os que saíram da disciplina e removendo para bem longe esses generais anarquizadores”. A segunda carta, de 6 de junho de 1921, referia-se a uma prorrogação da Convenção, “porque ela deveria ter sido realizada antes da chegada do Nilo, pois com V. disse, esse moleque é capaz de tudo. Remova toda dificuldade como bem entender, não olhando despesas”.
A partir da publicação dos documentos pelo Correio da Manhã, outros jornais passaram a dar grande espaço ao assunto. Os debates na Assembleia Legislativa do Rio de Janeiro, na Câmara dos Deputados e no Senado, assim como os pronunciamentos de políticos, militares e juristas sobre a autenticidade ou não das cartas foram divulgados com destaque na imprensa.
As cartas publicadas pelo Correio da Manhã saíram na verdade, como depois se constatou, das mãos de Pedro Burlamaqui, Oldemar Lacerda e Jacinto Cardoso de Oliveira Guimarães. Oldemar obtivera o papel com o timbre do governo de Minas Gerais na Imprensa Oficial do Estado. Burlamaqui trouxe o papel para o Rio de Janeiro, e nele Jacinto escrevera as duas cartas, imitando rigorosamente a caligrafia de Artur Bernardes. Prontas as cartas, Burlamaqui e Oldemar procuraram amigos e parentes do marechal Hermes da Fonseca para vendê-las, o que não aconteceu. Dirigiram-se então ao próprio Artur Bernardes, propondo vendê-las por 30 contos de réis, mas receberam outra negativa. Oldemar procurou em seguida Irineu Machado, senador pelo Distrito Federal, adversário de Artur Bernardes. As cartas chegaram ao Correio da Manhã através do senador, que colocou o redator político do jornal, Mário Rodrigues. O cartório recusou o reconhecimento, porque achou as assinaturas “díspares”, mas ainda assim o Correio da Manhã insistiu com veemência em sua autenticidade.

### Investigações

Assinatura de Artur Bernardes, ponto importante para as analises das cartas.

Artur Bernardes negou o tempo todo com veemência a autoria das cartas. Em novembro de 1921, formou-se no clube uma comissão para o exame pericial dos documentos. O Correio da Manhã indicou como perito junto à comissão o general Augusto Ximeno. Artur Bernardes indicou Afonso Pena Júnior, Afrânio de Melo e Raul Soares para prestar os esclarecimentos solicitados pela comissão, e estes indicaram os peritos Simões Correia e general Alexandre Barbosa Lima para analisar a carta ofensiva às forças armadas. A comissão do Clube Militar encarregou o dr. Antônio Augusto de Serpa Pinto para fazer a perícia na carta.
Simões Correia publicou o seu laudo, onde classificava os documentos como uma burla, “na circunstância de que o papel empregado na primeira carta não existia ainda a 3 de junho, data que traz a carta em questão, porque fora encomendado à Imprensa Oficial a 8 do mesmo mês, conforme certidão”; afirmava ainda que, segundo o exame da grafia e seus caracteres técnicos, tratava-se de uma “falsificação por decalque”. Um dos indícios levantados de que as cartas eram falsas estava na assinatura de Artur Bernardes, pois o “t” não apresentava corte nas cartas, e todos os documentos indicavam que ele cortava o “t”. Outro indício era o tipo de papel utilizado, sem pauta. Segundo Bernardes, ele nunca usou em suas cartas esse tipo de papel.
Em janeiro de 1922, Edmundo Bittencourt, proprietário do Correio da Manhã, foi para a Europa para conversar com peritos. Na França, o perito Locard deu parecer atestando a autenticidade da assinatura. Foi ainda ouvido o diretor do Instituto de Ciência Política de Lausanne, Bischoff, que opinou pela falsidade. No Brasil, em 4 de fevereiro de 1922 Rui Barbosa declarou em parecer sua convicção de que as cartas eram falsas.
Pouco depois das eleições, em 24 de março de 1922, Oldemar Lacerda e Jacinto Guimarães, confessaram que haviam falsificado as cartas. Diante dos presentes justificaram a falsificação tinha um fim apenas político, mesmo tentando cobrar por elas, para eleger Hermes da Fonseca como presidente. Somente em 31 de maio Oldemar Lacerda publicou na imprensa a história da falsificação.

### Consequências
Apesar de toda a polêmica das “cartas falsas” provocaram, Bernardes foi eleito. A Reação Republicana, movimento em defesa da candidatura de Nilo Peçanha, não aceitou o resultado e procurou acirrar a oposição contra Bernardes, conclamando os militares a contestá-lo.